# أندرو س. جيلبرت
أندرو س. جيلبرت (بالإنجليزية: Andrew S. Gilbert)‏ هو ممثل أسترالي، ولد في 1949.

## أعمال

### أفلام
- (1997) أوسكار ولوسيندا[1][2]

## وصلات خارجية
- أندرو س. جيلبرت على موقع IMDb (الإنجليزية)
- أندرو س. جيلبرت على موقع قاعدة بيانات الفيلم (الإنجليزية)